# Канова, Алёна
Алёна Ка́нова (словац. Alena Kánová; род. 29 марта 1980, Липтовски-Микулаш, Среднесловацкий край) — словацкая спортсменка, специализируется в нескольких паралимпийских видах спорта.
Как игрок в паралимпийский настольный теннис — чемпионка летних Паралимпийских игр 2000, серебряный (2008) и бронзовый (2004, 2012) призёр Паралимпийских игр, чемпионка мира (2002) и четырёхкратная чемпионка Европы (1999, 2005, 2007, 2009).
В составе сборной Словакии участник зимних Паралимпийских игр 2014, 2022 и чемпионатов мира.

## Команды
| Сезон   | Четвёртый      | Третий           | Второй           | Первый           | Запасной                               | Турниры                          |
| ------- | -------------- | ---------------- | ---------------- | ---------------- | -------------------------------------- | -------------------------------- |
| 2008—09 | Радослав Дюриш | Дюшан Питоняк    | Бранислав Якубец | Алёна Канова     | Imrich Lyocsa                          | ЧМК 2009 (квал. 2008) (10 место) |
| 2010—11 | Радослав Дюриш | Дюшан Питоняк    | Бранислав Якубец | Алёна Канова     | Моника Кункелова                       | ЧМК 2011 (квал. 2010) (6 место)  |
| 2011—12 | Радослав Дюриш | Бранислав Якубец | Дюшан Питоняк    | Моника Кункелова | Алёна Канова                           | ЧМК 2012 (4 место)               |
| 2012—13 | Радослав Дюриш | Бранислав Якубец | Дюшан Питоняк    | Моника Кункелова | Алёна Канова                           | ЧМК 2013 (7 место)               |
| 2013—14 | Радослав Дюриш | Бранислав Якубец | Дюшан Питоняк    | Моника Кункелова | Алёна Канова тренер: Франтишек Питоняк | ЗПИ 2014 (9 место)               |
| 2021—22 | Петер Затько   | Радослав Дюриш   | Дюшан Питоняк    | Моника Кункелова | Алёна Канова тренер: Франтишек Питоняк | ЗПИ 2022 (4 место)               |

(скипы выделены полужирным шрифтом)